# Funso Ojo
Pour les articles homonymes, voir Ojo (homonymie).
Funso Ojo, né le 28 août 1991 à Anvers en Belgique, est un footballeur belge qui joue au poste de milieu de terrain à Port Vale.
Il est sélectionné avec les espoirs belges à une reprise.

## Biographie

### Jeunesse et formation
Funso Ojo naît à Anvers et s'inscrit dès son plus jeune au club d'Olse Merksem. Il rejoint ensuite le Germinal Beerschot, qu'il quitte en 2004 pour rejoindre le centre de formation du PSV Eindhoven, aux Pays-Bas. Il évolue dans les différentes équipes d'âge du club néerlandais et il est ensuite intégré à l'équipe première durant la saison 2008-2009. Durant ces années, il est régulièrement appelé pour représenter la Belgique dans la catégorie « -15 ans », « -16 ans » et « -17 ans ».

### Éclosion au PSV Eindhoven
Le 23 septembre 2008, Funso Ojo fait ses débuts avec l'équipe première du PSV Eindhoven lors d'un match de Coupe des Pays-Bas face au Jong PSV, l'équipe espoirs du club, où il évoluait jusqu'à présent. Il retourne ensuite dans le noyau espoirs pour le reste de la saison. Le 5 mai 2009, l'entraîneur Dwight Lodeweges le rappelle pour le dernier match de la saison face à Willem II Tilburg.
Funso Ojo entame la saison suivante avec le noyau professionnel et est replacé comme milieu de terrain défensif. Il découvre les compétitions européennes lors du tour de barrages de la Ligue Europa face aux Israéliens de Bnei Yehoudah. Il prolonge alors son contrat à Eindhoven jusqu'en juin 2013. En championnat, il ne joue que trois matches sur l'ensemble de la saison. Le 12 octobre 2010, Funso Ojo est renvoyé vers le noyau espoirs pour raisons disciplinaires. En janvier, il est prêté pour six mois au VVV Venlo, en lutte pour son maintien en Eredivisie. Il y obtient un peu plus de temps de jeu, disputant au total onze matches de championnat durant ses quelques mois de présence au club.
De retour au PSV à l'entame de la saison 2011-2012, Funso Ojo dispute plusieurs matches en début de saison, dont trois en Ligue Europa. Le 1er septembre 2011, il honore sa première sélection avec l'équipe de Belgique espoirs. À partir du mois de novembre, il n'apparaît plus sur le terrain, se contentant de matches avec l'équipe réserves.

### Retour au Beerschot
Le 17 avril 2012, il signe un contrat de quatre ans avec le Beerschot, son club formateur, qu'il rejoint à l'entame de la saison 2012-2013. Il joue son premier match officiel en Belgique le 4 août 2012 lors d'un déplacement à Anderlecht et inscrit son premier but professionnel un mois plus tard à l'occasion d'un déplacement victorieux au FC Malines. Le club est victime de problèmes financiers et doit déposer le bilan au terme de la saison. Libre de contrat, Funso Ojo s'engage avec l'autre club anversois, le Royal Antwerp Football Club, le 29 août 2013.

### Après le Beerschot
Le 18 juillet 2017, il rejoint Scunthorpe United.
Le 14 juillet 2019, il signe un contrat de trois saisons avec Aberdeen.
Le 28 janvier 2021, il est prêté à Wigan Athletic.
Le 28 juin 2022, il rejoint Port Vale.

## Statistiques

### En club
| Saison                | Club                  | Championnat           | Championnat | Championnat | Coupe(s) nationale(s) | Coupe(s) nationale(s) | Compétition(s) continentale(s) | Compétition(s) continentale(s) | Compétition(s) continentale(s) | Total | Total |
| Saison                | Club                  | Division              | M.          | B.          | M.                    | B.                    | Comp.                          | M.                             | B.                             | M.    | B.    |
| 2008-2009             | PSV Eindhoven         | Division 1            | 1           | 0           | 1                     | 0                     | -                              | -                              | -                              | 2     | 0     |
| 2009-2010             | PSV Eindhoven         | Division 1            | 3           | 0           | 0                     | 0                     | LE                             | 1                              | 0                              | 4     | 0     |
| 2010-2011             | PSV Eindhoven         | Division 1            | 2           | 0           | 0                     | 0                     | LE                             | 1                              | 0                              | 3     | 0     |
| Sous-total            | Sous-total            | Sous-total            | 6           | 0           | 1                     | 0                     | -                              | 2                              | 0                              | 9     | 0     |
| 2010-2011             | →VVV Venlo (prêt)     | Division 1            | 8           | 0           | 3                     | 0                     | -                              | -                              | -                              | 11    | 0     |
| Sous-total            | Sous-total            | Sous-total            | 11          | 0           | 0                     | 0                     | -                              | -                              | -                              | 11    | 0     |
| 2011-2012             | PSV Eindhoven         | Division 1            | 5           | 0           | 2                     | 0                     | LE                             | 3                              | 0                              | 10    | 0     |
| Sous-total            | Sous-total            | Sous-total            | 5           | 0           | 2                     | 0                     | -                              | 3                              | 0                              | 10    | 0     |
| 2012-2013             | Beerschot AC          | Division 1            | 23          | 1           | 2                     | 0                     | -                              | -                              | -                              | 25    | 1     |
| Sous-total            | Sous-total            | Sous-total            | 23          | 1           | 2                     | 0                     | -                              | -                              | -                              | 25    | 1     |
| 2013-2014             | Royal Antwerp FC      | Division 2            | 8           | 0           | 0                     | 0                     | -                              | -                              | -                              | 8     | 0     |
| Sous-total            | Sous-total            | Sous-total            | 8           | 0           | 0                     | 0                     | -                              | -                              | -                              | 8     | 0     |
| 2013-2014             | FC Dordrecht          | Division 2            | 13          | 0           | 4                     | 1                     | -                              | -                              | -                              | 17    | 1     |
| 2014-2015             | FC Dordrecht          | Division 1            | 19          | 0           | 1                     | 0                     | -                              | -                              | -                              | 20    | 0     |
| Sous-total            | Sous-total            | Sous-total            | 32          | 0           | 5                     | 1                     | -                              | -                              | -                              | 37    | 1     |
| 2015-2016             | Willem II Tilburg     | Division 1            | 32          | 0           | 6                     | 0                     | -                              | -                              | -                              | 38    | 0     |
| 2016-2017             | Willem II Tilburg     | Division 1            | 17          | 0           | 0                     | 0                     | -                              | -                              | -                              | 17    | 0     |
| Sous-total            | Sous-total            | Sous-total            | 49          | 0           | 6                     | 0                     | -                              | -                              | -                              | 55    | 0     |
| Total sur la carrière | Total sur la carrière | Total sur la carrière | 131         | 1           | 19                    | 1                     | -                              | 5                              | 0                              | 155   | 2     |